# 吊り責め

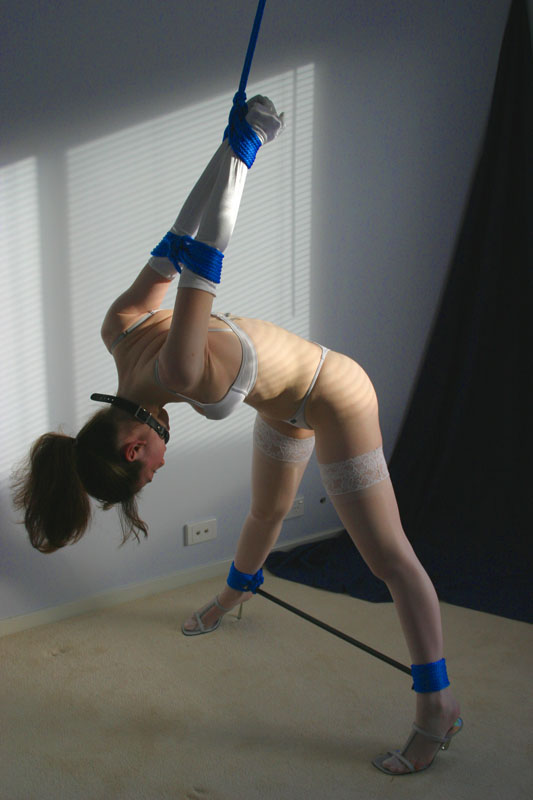

吊り責め（つりぜめ）は、古くから行われていた拷問の中の一種。現在では、SMプレイの中で全裸または半裸状態の相手を緊縛して吊りあげた上で、種々の性的な責めを加えていく行為のことを指す。

## 概要
人間を無抵抗状態に置くのは難しいが、空中に吊るすことで比較的簡易に無抵抗状態に置ける。また、吊るすことで身体を支えている縄・ロープが食い込み、その部分の壊死など不可逆な身体の損壊へ対する不安や、絶え間ない苦痛、排泄もままならないという屈辱的な状況に置ける。そのため古くから吊りそのものが拷問として用いられてきた。加えて鞭や杖で打擲を加えることでより効果を高められる。ただしかつての日本家屋には、吊りに用いやすい太い梁が存在していたが、現在の家屋には太い梁のある住宅が少ないため特別な設備が必要となる。また、もともと拷問であるので最悪の場合は壊死により手足等を切断しなければならなくなったり、死亡する可能性も高いので安易に行ってはならない。

## 吊りの方法
吊り責めを受ける被疑者は、まず上半身を露出させられ、後ろ手に縛られる。このとき手は平行にされ、肩の辺りに持ってこられてグルグル巻きにされる。さらに腕を半紙で巻き、その上から青い細引き縄で縛られる。この細引き縄を天井の滑車にかけ、被疑者を吊るして拷問する。箒尻で打つこともあるが、水をぶっかけたり、弓の折れで腹を殴ったりといったこともなされた。ちなみに吊るし方は爪先が一寸浮くくらいであるが、拷問が長時間にわたるとその爪先から血が滴り落ちたという。
一般的なイメージでは両腕を束ねて頭上に持ち上げ吊るす、というものが多い。ただしこの吊り方では体重を支えきれず肩を脱臼する可能性が高い。そのため多くの吊り方がある。
- 両手吊り - 天井など高いところから下ろされたロープなどで両手首を縛って吊り上げる。簡単に行えるが、手首に全体重がかかるため非常に苦しい。
- 逆さ吊り